# Список переможців Європейських ігор
Переможці Європейських ігор — виключно ті спортсмени, що вигравали золоті медалі на найпрестижніших | європейських спортивних змаганнях — Європейських іграх.

## Перелік спортсменів — переможців Європейських ігор
| Прізвище та ім'я особи | Роки участі в іграх | Країна, яку представляв | Вид спорту                       | Дисципліни | Загальна кількість медалей | Кількість золотих медалей |
| ---------------------- | ------------------- | ----------------------- | -------------------------------- | --- | -------------------------- | ------------------------- |
| Аріна Опьонишева       | 2015                | Російська Федерація     | Плавання                         | 100, 200м, 400 м,вільний стиль, комбінована естафета 4×100, 4×100 та 4×200 метрів естафета, вільний стиль, жінки               | 8                          | 0                         |
| Марія Каменєва         | 2015                | Російська Федерація     | Плавання                         | 50, 100 м плавання на спині, 50, 100 м, вільний стиль, комбінована естафета 4×100, 4×100 метрів естафета, вільний стиль, жінки | 9                          |                           |
| Поліна Єгорова         | 2015                | Російська Федерація     | Плавання                         | 50, 100, 200м плавання на спині, 50, 100 м батерфляй, 4×100 метрів естафета, вільний стиль, жінки                              | 6                          | 6                         |
| Анісія Неборако        | 2015                | Російська Федерація     | Синхронне плавання               | Дуети, командна першість, індивідуальна першість                                                                               | 3                          | 3                         |
| Йоланда Джефф          | 2015                | Швейцарія               | маунтінбайк                      | крос-кантрі | 1                          | 1                         |
| Нікола Шпіріг          | 2015                | Швейцарія               | Тріатлон                         | Індивідуальна першість серед жінок                                                                                             | 1                          | 1                         |
| Ніно Шуртер            | 2015                | Швейцарія               | маунтінбайк                      | крос-кантрі | 1                          | 1                         |
| Серап Оцелік           | 2015                | Туреччина               | карате                           | куміте вагова категорія до 60 кг серед жінок                                                                                   | 1                          | 1                         |
| Дам'єн Х'юго Квінтеро  | 2015                | Іспанія                 | карате                           | ката серед чоловіків | 1                          | 1                         |
| Фірдовсі Фарзалієв     | 2015                | Азербайджан             | Спортивна гімнастика             | куміте вагова категорія до 60 кг серед чоловіків                                                                               | 1                          | 1                         |
| Рафаель Агаєв          | 2015                | Азербайджан             | карате                           | куміте вагова категорія до 75 кг серед чоловіків                                                                               | 1                          | 1                         |
| Віктор Лебедєв         | 2015                | Російська Федерація     | греко-римська боротьба           | вагова категорія до 57 кг | 1                          | 1                         |
| Степан Марянян         | 2015                | Російська Федерація     | греко-римська боротьба           | вагова категорія до 59 кг | 1                          | 1                         |
| Расул Чунаев           | 2015                | Азербайджан             | греко-римська боротьба           | вагова категорія до 71 кг | 1                          | 1                         |
| Євген Салєєв           | 2015                | Російська Федерація     | греко-римська боротьба           | вагова категорія до 80 кг | 1                          | 1                         |
| Іслам Магомедов        | 2015                | Російська Федерація     | греко-римська боротьба           | вагова категорія до 98 кг | 1                          | 1                         |
| Артем Сурков           | 2015                | Російська Федерація     | греко-римська боротьба           | вагова категорія до 66 кг | 1                          | 1                         |
| Давіт Чакветадзе       | 2015                | Російська Федерація     | греко-римська боротьба           | вагова категорія до 88 кг | 1                          | 1                         |
| Віталій Бубнович       | 2015                | Білорусь                | кульова стрільба                 | стрільба з пневматичної гвинтівки, 10 м                                                                                        | 1                          | 1                         |
| Василь Киріенко        | 2015                | Білорусь                | шосейний велоспорт               | індивідуальна гонка с роздельним стартом                                                                                       | 1                          | 1                         |
| Марина Литвинчук       | 2015                | Білорусь                | Веслування на байдарках та каное | Каное-двійка та 200 м, каное-одиночка, 5000 м                                                                                  | 2                          | 2                         |
| Олег Верняєв           | 2015                | Україна                 | Спортивна гімнастика             | командна першість, багатоборство                                                                                               | 3                          | 2                         |
| Георгій Іваницький     | 2015                | Україна                 | стрільба з лука                  | командна першість серед чоловіків, мікст                                                                                       | 2                          | 1                         |
| Аліна Махиня           | 2015                | Україна                 | вільна боротьба                  | вагова категорія до | 1                          | 1                         |
| Маркіян Івашко         | 2015                | Україна                 | стрільба з лука                  | командна першість серед чоловіків                                                                                              | 1                          | 1                         |
| Віктор Рубан           | 2015                | Україна                 | стрільба з лука                  | командна першість серед чоловіків                                                                                              | 1                          | 1                         |
| Андрій Хлопцов         | 2015                | Україна                 | плавання                         | батерфляй, 50м | 2                          | 1                         |
| Андрій Ягодка          | 2015                | Україна                 | фехтування                       | шабля, індивідуальна першість                                                                                                  | 1                          | 1                         |
| Олег Степко            | 2015                | Азербайджан             | Спортивна гімнастика             | Командна першість серед чоловіків, паралельні бруса, багатоборство, кінь, опорний стрибок                                      | 5                          | 1                         |
| Микола Куксенков       | 2015                | Російська Федерація     | Спортивна гімнастика             | Командна першість серед чоловіків                                                                                              | 1                          | 1                         |
| Марія Стадник          | 2015                | Азербайджан             | вільна боротьба                  | | 1                          | 1                         |
| Дмитро Овчаров         | 2015                | Німеччина               | настільний теніс                 | Індивідуальна першість | 1                          | 1                         |
| Ірина Зарецька         | 2015                | Азербайджан             | вільна боротьба                  | | 1                          | 1                         |
| Денис Каліберда        | 2015                | Німеччина               | волейбол                         | Командна першість серед чоловіків                                                                                              | 1                          | 1                         |